# Рённе, Лисе
Лисе Рённе (дат. Lise Rønne; род. 1 ноября в 1978 года, Виборг, Дания) — датская телеведущая. Рённе является самой известной телеведущей в Дании за проведение четырёх сезонов «X-Factor», а также за проведение конкурса песни «Dansk Melodi Grand Prix» в 2011 году. 4 февраля 2014 года было объявлено, что Рённе совместно с Николаем Коппелем и Пилоу Асбеком будет проводить «Евровидение 2014», которое состоялось в Копенгагене, Дания.

## Дублирование
- 2014 — Ra.One (Дженни Найяр)